# Virring-stenen
Virring-stenen er en runesten, fundet i Virring i 1865. Stenen, hvis runer opdagedes ca. 1865, lå som tærskelsten foran våbenhuset ved Virring kirke, og indskriften er som følge af denne sekundære anvendelse meget slidt. Magnus Petersen blev sendt til stedet og sørgede for at stenen blev udtaget og opstillet uden for våbenhuset. Ved denne lejlighed opdagedes indskriften på toppen af stenen. Nu står den op ad væggen inde i våbenhuset. Stenen har været rejst lidt sydvest for Allingåbro ikke langt fra Øster Alling-stenen.

## Indskrift
| Translitteration | Side A : ki-mutr : ...n : k(a)rþi : m(i)n(i) : --(u) : af(t) (:) : sasur : star r(i)sþi : stin : aft : tuþan : Side B þur : uiki : þisi : kuml : |
| Transskription   | Gē[R]mundr(?) ... [su]n gærði minni [þ]ǿ æft Sassur. Star rēsþi stēn æft dǿðan. Þōrr vīgi þessi kumbl.                                           |
| Oversættelse     | Germund(?) [N.N.s sø]n(?) gjorde disse minder efter Sasser. Star (Stær) rejste stenen efter den døde. Thor vie disse kumler.                     |

Indskriften er ordnet i parallelordning begyndende nederst til venstre. Den afsluttes med en 'Thor vie-formel' på toppen af stenen. Navnet Sasser er en variant af 'Asser' og kendes fra i alt fem danske runesten samt to upplandske. Thor vie-formler kendes fra to andre danske runesten, nemlig Sønder Kirkeby-stenen og Glavendrupstenen; her lyder formlen begge steder 'Thor vie disse runer'.